# La Libertad (Zamboanga del Norte)
La Libertad is een gemeente in de Filipijnse provincie Zamboanga del Norte op het eiland Mindanao. Bij de laatste census in 2007 had de gemeente bijna 8 duizend inwoners.

## Geografie

### Bestuurlijke indeling
La Libertad is onderverdeeld in de volgende 13 barangays:
| - El Paraiso - La Union - La Victoria - Mauswagon - Mercedes - New Argao - New Bataan | - New Carcar - Poblacion - San Jose - Santa Catalina - Santa Cruz - Singaran |

## Demografie
La Libertad had bij de census van 2007 een inwoneraantal van 7.670 mensen. Dit zijn 251 mensen (3,4%) meer dan bij de vorige census van 2000. De gemiddelde jaarlijkse groei komt daarmee uit op 0,46%, hetgeen lager is dan het landelijk jaarlijks gemiddelde over deze periode (2,04%). Vergeleken met de census van 1995 is het aantal mensen met 32 (0,4%) afgenomen.

De bevolkingsdichtheid van La Libertad was ten tijde van de laatste census, met 7.670 inwoners op 69,51 km², 110,3 mensen per km².